# Juan Bordes

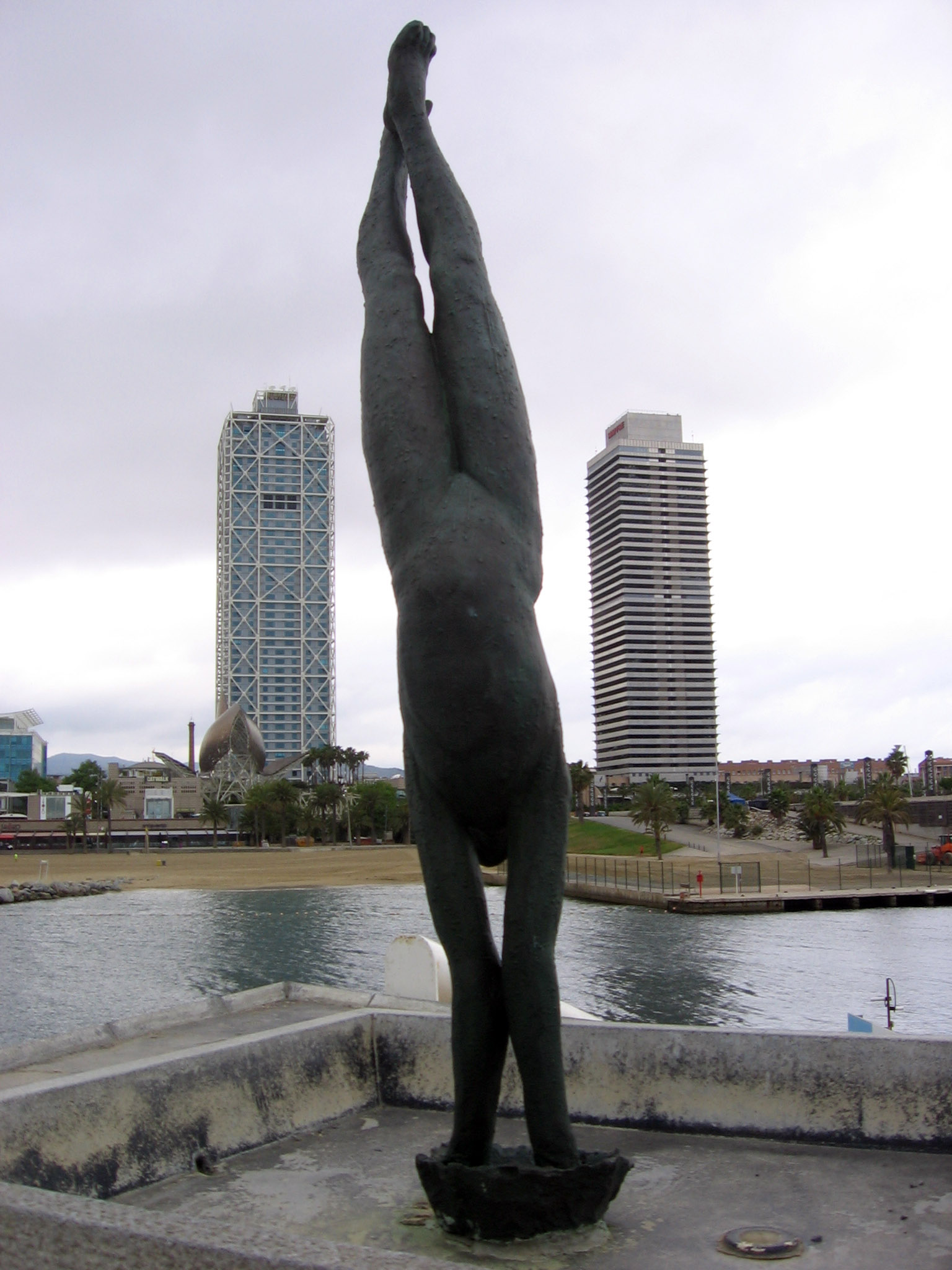
Chapuzón (1992), Rompeolas del Poblenou, Barcelona

Juan Enrique Bordes Caballero (Las Palmas de Gran Canaria, 15 de julio de 1948) es un escultor, arquitecto, historiador, académico y coleccionista español.

## Biografía
Nace en Las Palmas de Gran Canaria en 1948. Entre 1965 y 1972 estudia arquitectura en la ETSAM de Madrid, oficio que desempeñó entre 1972 y 1974, para después dedicarse en exclusiva a la escultura. En 1976 inició su labor docente como profesor en la Escuela Técnica Superior de Arquitectura de la Universidad Politécnica de Madrid y, en 1988, se convirtió en profesor titular del departamento de Composición Arquitectónica, tras haber obtenido el título de Doctor en 1986 con la tesis La escultura como elemento de composición en el edificio: su normativa en la Tratadística española, francesa e italiana. Como escultor se formó en la Escuela Luján Pérez de Las Palmas con Abraham Cárdenas, y sus primeras obras se encaminaron hacia la escultura erótica, para posteriormente decantarse por el realismo.
Tiene obras de arte público en diversas ciudades, como Madrid —El Bautista, en la Estación de Atocha— y Las Palmas —Auditorio Alfredo Kraus—. En Barcelona, colaboró con el arquitecto Óscar Tusquets en la elaboración de una serie de fuentes conmemorativas de los Juegos Olímpicos de 1992, de las que se realizaron ocho, todas con un pedestal de piedra artificial y una figura de bronce de un niño jugando con el agua: Pelota, en la Avenida del Paralelo; Lanzamiento, en el Mirador del Palau; Buceo, en la Avenida de Chile; Chip-chap, en la Plaza Alfonso Comín; Cabriola, en la calle Isadora Duncan; Boga, en la Avenida Litoral; Chapuzón, en el Rompeolas del Poblenou; y Tanteo, en la Plaza de las Glorias Catalanas. En 1995 volvió a colaborar con Tusquets en otra fuente situada en Las Ramblas, A los Santpere, dedicada a los artistas Josep y Mary Santpere.
Bordes es académico de la Real Academia Canaria de Bellas Artes de San Miguel Arcángel y de la Real Academia de Bellas Artes de San Fernando, para la que fue elegido el 24 de enero de 2005. Ingresó el 29 de octubre de 2006, con el discurso de ingreso La infancia del artista o las fuentes del Nilo.
Su faceta como coleccionista alcanzó notoriedad el año 2014 cuando el Museo del Prado adquirió su biblioteca, un singular conjunto de 600 volúmenes antiguos especializados en el estudio de la figura humana, dentro del cual destacan 160 cartillas de dibujo. Paralelamente a dicha adquisición Juan Bordes donó a la pinacoteca pública un valioso cuaderno de dibujos del taller de Rubens, conocido como Cuaderno Bordes que además de reunir anotaciones sobre las ideas estéticas del pintor flamenco, incluye dos dibujos originales suyos. Otro destacado corpus de las colecciones de Juan Bordes es el dedicado a los juegos educativos y a los manuales de enseñanza del dibujo, que ha sido la base de exposiciones como Juguetes de construcción: escuela de la arquitectura moderna (Círculo de Bellas Artes, Madrid, 2016) o El juego del arte: pedagogías, arte y diseño (Fundación Juan March, Madrid, 2019), ambas comisariadas o co-comisariadas por él. En palabras de Juan Bordes "Colecciono porque quiero construir un relato, para mí es un acto tan creativo como la propia escultura. Mis colecciones son por necesidad, por el interés de querer investigar un tema en concreto".
Su hermano Félix Juan Bordes Caballero fue también arquitecto y pintor.

## Obras
- Intervención escultórica Auditorium Alfredo Kraus, Las Palmas de Gran Canaria (1987-1997).
- Los cuatro elementos, Madrid (1989).
- El Bautista o El Orador, Estación de Atocha, Madrid (1989-1990).
- Fuentes conmemorativas de los Juegos Olímpicos, Barcelona (1992).
- Monumento a Juan Negrín, Las Palmas de Gran Canaria (1992).
- Cinco Musas, Madrid (1993).
- El muro o relato de un equilibrio, Santa Cruz de Tenerife (1994).
- El hombre Vitruviano, Madrid (1994).
- A los Santpere, Barcelona (1995).
- Caracolas, Puerto del Rosario, Fuerteventura (1995).
- Los cinco sentidos, Château Saint Selve, Burdeos (1996).
- Arucas, Arucas, Gran Canaria (1999).
- Olímpicos, Las Palmas de Gran Canaria (2001).
- Solar Decathlon, Washington D. C. (2009).

## Publicaciones
- La figura en la luz. Madrid, Fernando Vijande, 1984.
- Introducción al Tratado de Anatomía Exterior de Domingo Antonio de Velasco. Universidad de Salamanca, 1987.
- La figura: teatro y paisaje. Las Palmas de Gran Canaria, Edirca, 1991.
- Libro de fisonomía o breve historia de las ciencias del rostro ilustrada con modelos realizados por el autor. Madrid, 1993.
- Los manuales del manual: bifurcaciones del dibujo. En El manual de dibujo. Madrid, Cátedra, 2001.
- Historia de la figura humana: el dibujo, la anatomía, la proporción, la fisiognomía. Madrid, Cátedra, 2003.
- Corpus meum, in anima tua: exposición, Hospedería de Fonseca, Salamanca, de 17 de marzo a 13 de junio de 2004; Palacio Los Serranos, Ávila, febrero - abril (con Fernando Castro Flórez). Salamanca: Universidad de Salamanca.
- La plancha de cobre como si fuera papel...: obra gráfica (1973-2005) (con Ole Larsen, Per Johnsson, and Nieves Viadero). Las Palmas de Gran Canaria: Cabildo de Gran Canaria, Centro de Artes Plásticas, 2006.
- La infancia de las Vanguardias. Madrid, Cátedra, 2007.
- Juguetes de la vanguardia: 4 de octubre de 2010-30 de enero de 2011: Museo Picasso Málaga.

## Galería

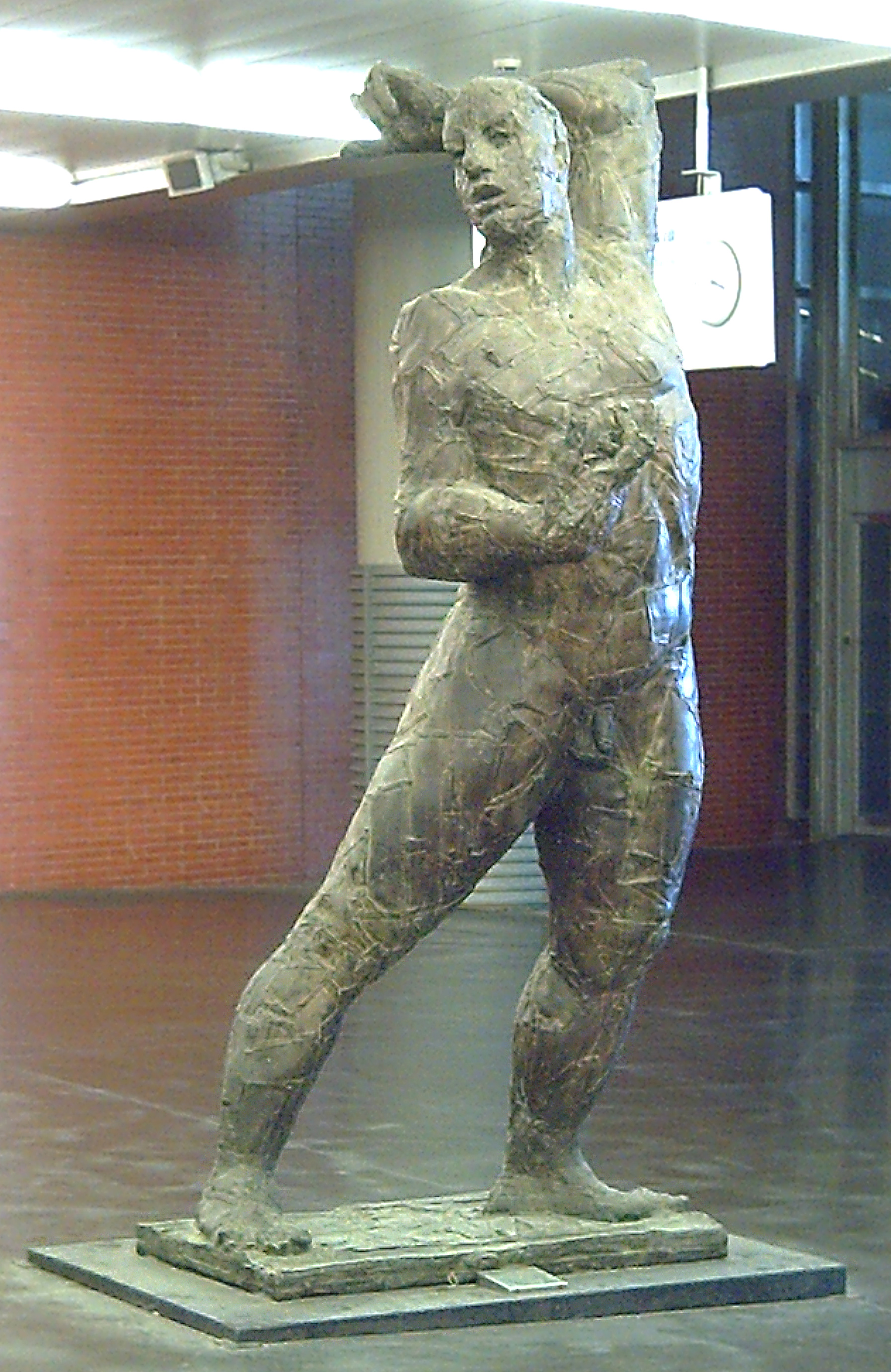
El Bautista o El Orador, Estación de Atocha, Madrid (1989-1990).
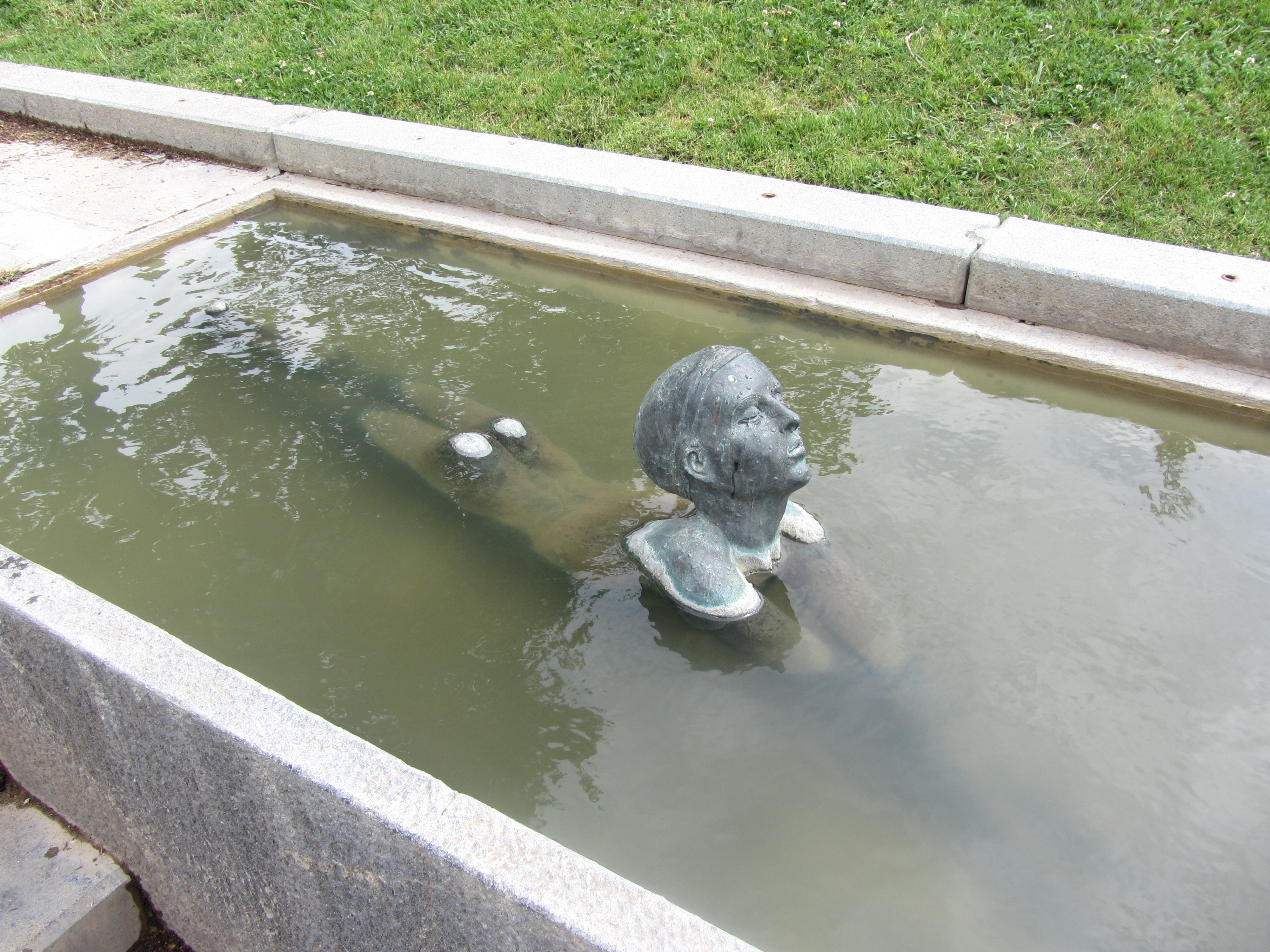
Buceo, Barcelona (1992).
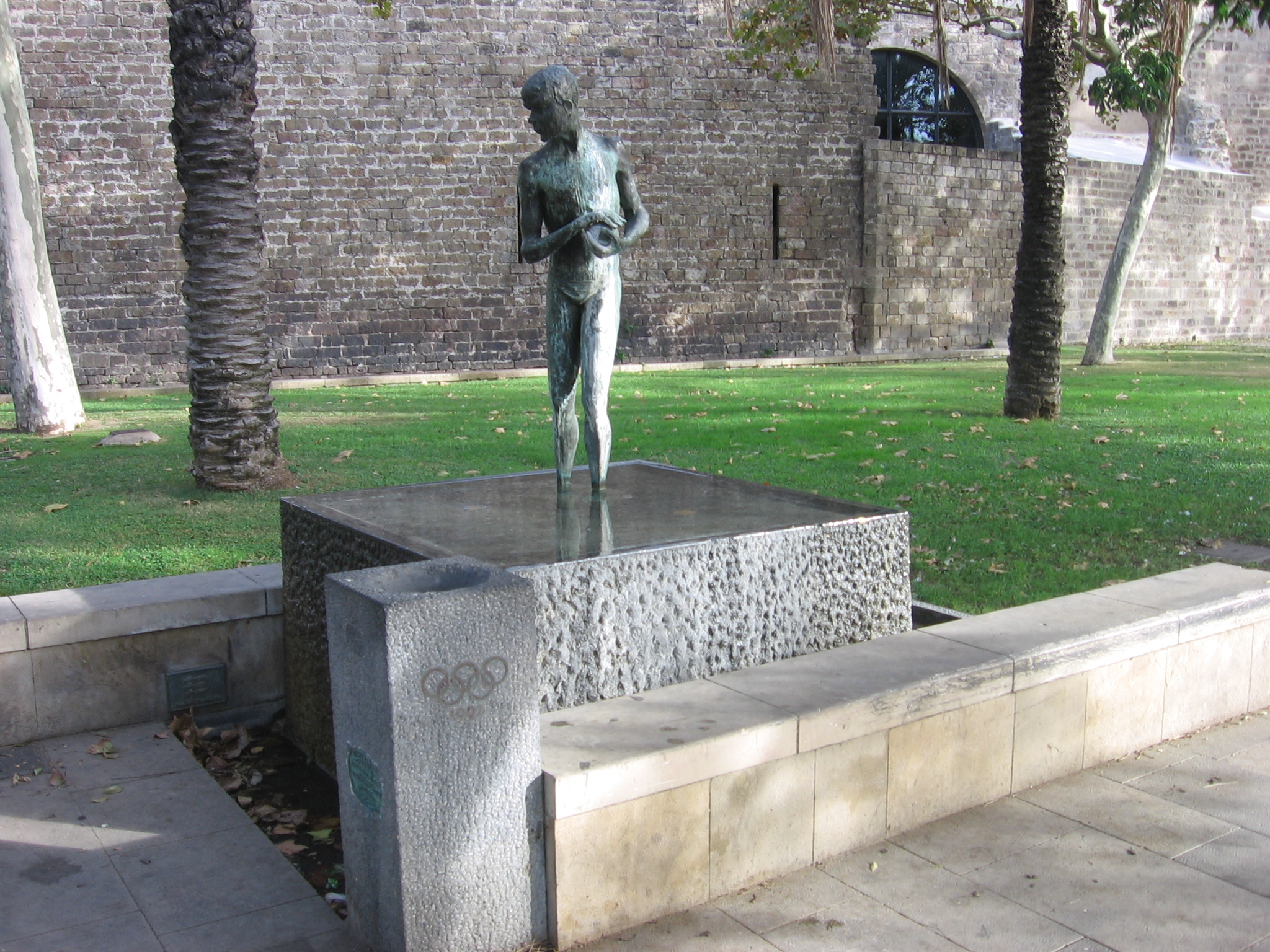
Pelota, Barcelona (1992).
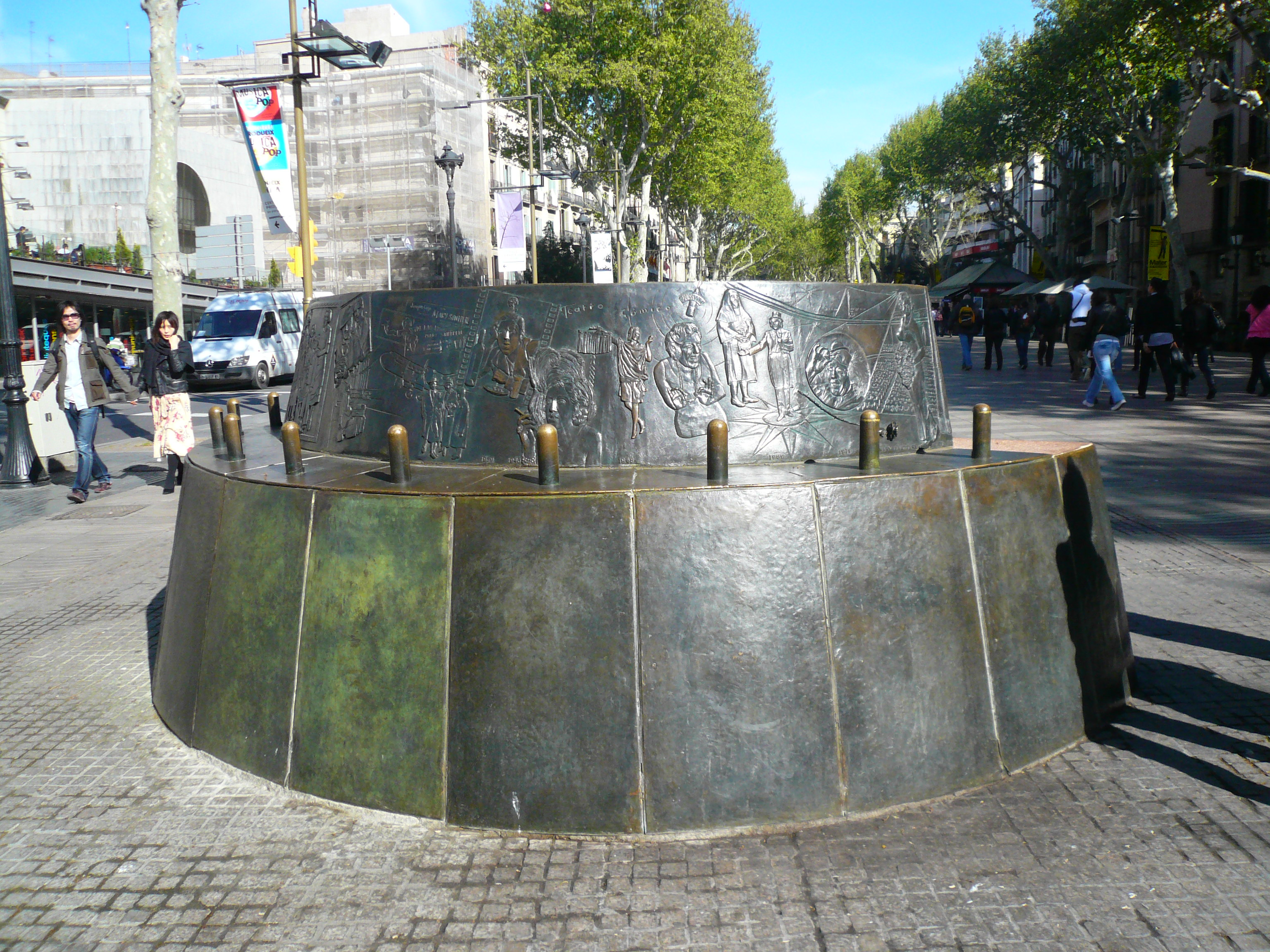
A los Santpere, Barcelona (1995).
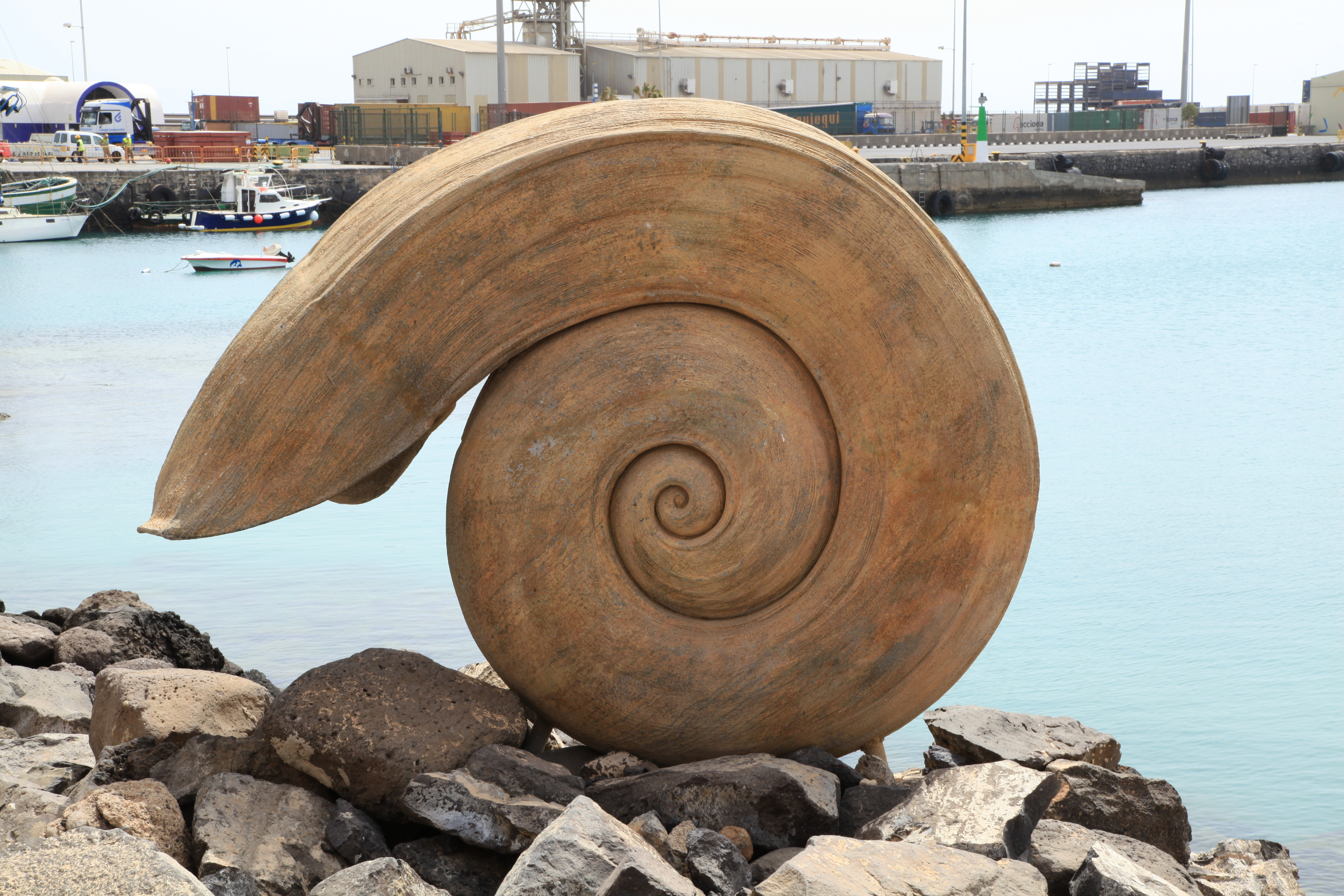
Caracolas, Puerto del Rosario, Fuerteventura (1995).
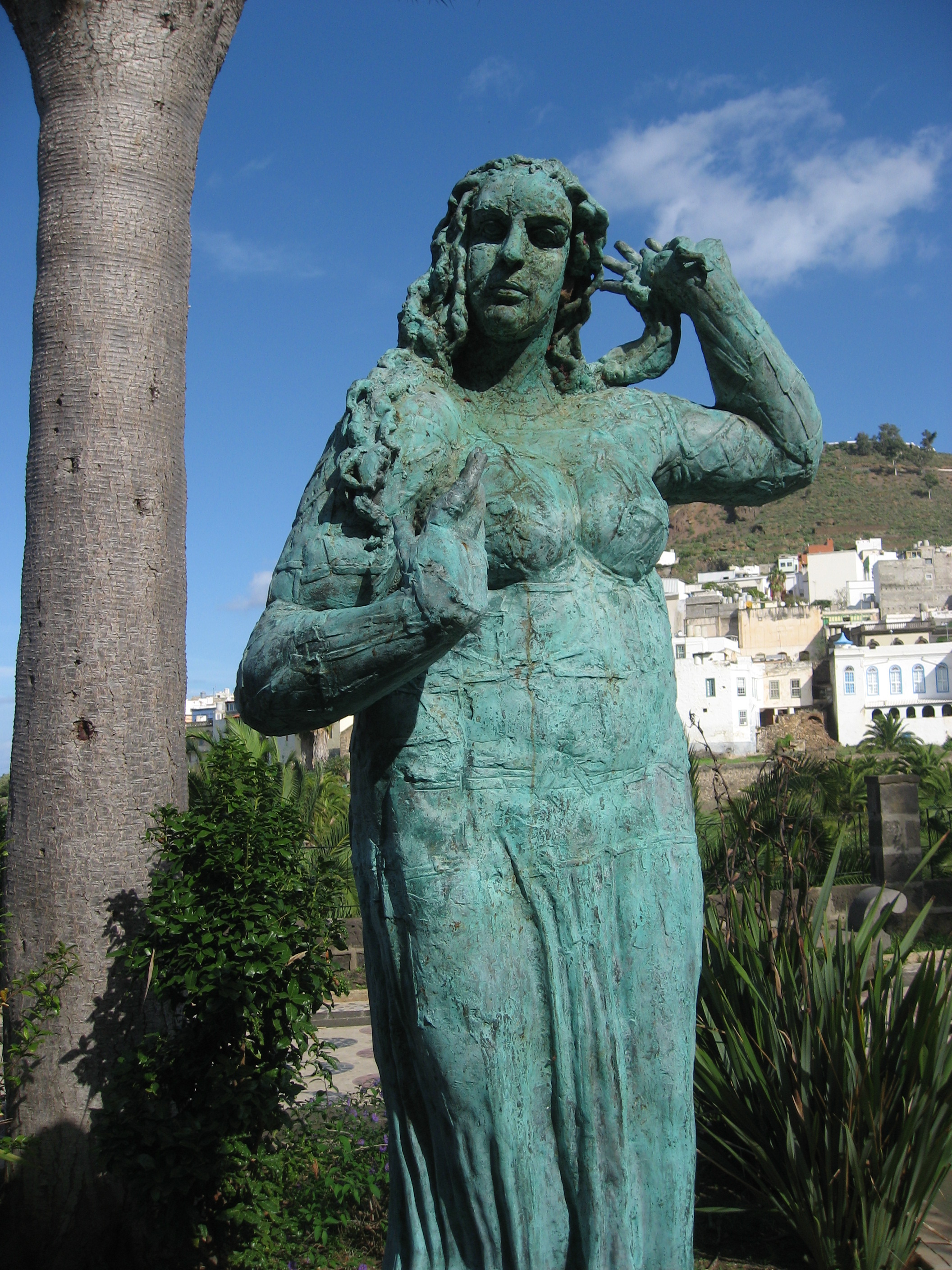
Arucas, Arucas, Gran Canaria (1999).